# Tectaria chattagrammica
Tectaria chattagrammica là một loài dương xỉ thuộc họ Tectariaceae. Loài này được Charles Baron Clarke mô tả khoa học đầu tiên năm 1880.